# Gyôten Dake
Gyôten Dake (japanisch 仰天岳 ‚Erstaunlicher Berg‘) ist ein markanter und 2056 m hoher Berg im ostantarktischen Königin-Maud-Land. Er ist die zweithöchste Erhebung am nördlichen Ausläufer des Mount DeBreuck im Königin-Fabiola-Gebirge.
Japanische Wissenschaftler nahmen 1960 Vermessungen und 1979 seine Benennung vor.